# オーラバトラー
オーラバトラー (Aura Battler)は、アニメ『聖戦士ダンバイン』及びその派生作品に登場する架空の兵器。オーラマシンの一種で、オーラ力と呼ばれる人の精神エネルギーを動力源とする人型戦闘用ロボットの総称である。

## 聖戦士ダンバイン
アの国の地方領主のドレイク・ルフトに仕えるショット・ウェポンが研究開発して完成させた人型兵器である。ショット・ウェポンは地上界ではロボット工学の優れたアメリカ人研究者であり、バイストン・ウェルに召喚後、ショットはその優れた頭脳をアの国で十分に発揮し、ドレイク・ルフトの野望を技術面からサポートすることになる。また、同じくアメリカ人のゼット・ライトも技術スタッフとして活躍し、ゼットは主にオーラバトラーのコンピュータ分野を設計担当する。アの国のオーラバトラーはこの2人が中心になって技術開発、生産が行われていく。
オーラバトラーは、装甲や駆動系がバイストン・ウェルに棲息する巨大な強獣の甲殻や筋肉組織をそのまま利用して作られている。また機体の制御を行うコンピューターやセンサーに相当する部分は、人間に近い小型生物の脳や三半規管をうまく代用している。その為、生産されるオーラバトラーの機体数は、捕獲されたそのバイストン・ウェルの強獣の個体数により決まっていく事になる。
また、オーラバトラーは搭乗者のオーラ力を動力源とし、背部に設置されたオーラ・コンバーターと昆虫の様な二対の翅によって飛翔する。但し、翅は空力を利用する為に適時展開・収納を行うが駆動によって推力を生むものではなく、飛行はオーラ・コンバーターに内蔵されている推進機を主として行われる。また、現実の航空機等と同じように、オーラバトラーの航続距離には限りがあるとされる。
コクピットは胸部内側にあり、前面キャノピーはマジックミラーになっていて外景視界を得ている（側方は頭部カメラの映像がモニター表示される）。操縦桿やスロットル等の機器も補助的に設けられてはいるが、実際はオーラ力のみで自在に動かす事が可能である。
オーラバトラーの武装スペックは主に剣（オーラ・ソード）であるが、他にミサイル・火器類も装備・内蔵することが可能である。
オーラバトラー及びオーラマシンがバイストン・ウェルに誕生した当初は、各国はドレイク・ルフトよりそのオーラバトラー、オーラマシンを購入していたが、その後、各国が独自に技術力をつけ始めると、自国でオーラバトラー、オーラマシンの開発に乗り出すところもでてきた。ラウの国は「ボゾン」を、クの国は「ビアレス」を、ナの国は「ビルバイン」をそれぞれ自国の技術で完成させた。
戦場における人型オーラバトラーの効果は絶大である。敵に与える心理的影響はとても大きく、運用法次第では無血で勝機を呼び込むことも可能である。しかし、そのオーラバトラーの各国の開発競争が結果としてバイストン・ウェル全土に戦火の拡大を招く原因となった。
その後、一向に戦火が収まらない事に苛立ちを見せ始めたエ・フェラリオの長ジャコバ・アオンは、そのもてる能力の全てを使い、オーラバトラー、オーラマシンとそれに関わる全ての者をバイストン・ウェルから地上界へ追放した。
地上でのオーラバトラー、オーラマシンは、バイストン・ウェルにいる時とは比較にならない程の大きな火力を発揮する。また、オーラバトラー、オーラマシンの「オーラ・バリアー」は大きな防御力を持ち、地上の兵器から攻撃されても損傷を受けることはほとんどない。物語の中で、各国戦闘機がオーラバトラーにミサイルを何度も命中させても、オーラバトラーは一機も落とせず、当初は米軍でさえも戦果ゼロであった。
アニメの企画段階では、オーラバトラーは巨大な石像風で頭部は鳥人風にデザインされた物もあった。これは途中から現行の甲虫を思わせるデザインに変更されている。
アニメ「聖戦士ダンバイン」で登場するオーラバトラーは以下の通りである。
- ゲド
- ズワァース
- ダーナ・オシー
- ダンバイン
- ドラムロ
- バストール
- ビアレス
- ビランビー
- ビルバイン
- ボゾン
- ボチューン
- ライネック
- レプラカーン

## New Story of Aura Battler DUNBINE
「聖戦士ダンバイン」の物語から700年後、この物語に登場するオーラバトラーは、初出である『聖戦士ダンバイン』のオーラバトラーと少し設定が異なっている。
サーバインは核爆発による爆風から人間を守るほど強力な防御力を持つオーラバトラーであり、物語中ではそのサーバインが水彩画で描写されているのも特徴である。ズワウスは「聖戦士ダンバイン」に登場したズワァースをベースに若干のデザインの変更がされていて、羽がコウモリのようになっている。“名無し”のオーラ・バトラーは操縦席に座った者が聖戦士の能力があるかどうかを判別するオーラバトラーであり、もし聖戦士の能力がなければ、罰としてその座った者からその生命力を吸収して殺害する機能をもつ。
「New Story of Aura Battler DUNBINE」に登場するオーラバトラーは以下の通りである。
- サーバイン

- ズワウス

- “名無し”のオーラ・バトラー

## リーンの翼
アニメ『リーンの翼』に登場するオーラバトラーの映像描写は、初出である『聖戦士ダンバイン』の物を含む、既存のメディアに於けるオーラ・バトラーのイメージとは大きく異なっている。
基本的な設定としては『聖戦士ダンバイン』と変わらず、装甲や駆動系はバイストン・ウェルに棲息する巨大な強獣の甲殻や筋肉組織を利用して構築されており、使用される強獣の個体数により生産される機体数が限られる、と言った根底となる作品世界での位置付けは同様である。しかし、作中冒頭の戦闘に使う家畜（馬など）の様な「ある程度の自律した意思」を持っている様子が描かれている。
『聖戦士ダンバイン』のオーラ・バトラーとの比較
世界観設定に於ける人型兵器としての位置付けや、昆虫をモチーフとするデザインライン等はTVアニメ版『聖戦士ダンバイン』のオーラバトラーと変わる事はないが、メカデザインを手懸ける篠原保、沙倉拓実の手により『リーンの翼』独自のスタイルとなっている。以下で説明する。
- かつてのデザインにあったロボットヒーロー物としての要素はより希薄となっており（そもそもの作品のコンセプトが違う為）、クリーチャーデザインを得意とする篠原保の手腕によってOVA版の物とはまた違う異形となっている。関節を覆う細毛の描写等さらにモチーフである昆虫の要素を取り入れており、主役機である「ナナジン」と敵役機である「オウカオー」以外の脇役機は頭部に触角や髭、腰には後部から突出した腹節状の装置（器官?）を持ち、既存のオーラ・バトラーのデザインをより昆虫然とした形態に改められている。
- コックピットは胸部にはなく、『ブレンパワード』のアンチボディ、『∀ガンダム』のモビルスーツに見られるものと同様に腰部にある（沙倉拓実は前述の2作品のメカデザインを手懸けている）。
- 背部にオーラ・コンバーターに相当する物が見当たらず、翅も背にはなく腰部の後ろに配置される。『聖戦士ダンバイン』のオーラ・バトラーのデザインでは二対四枚の翅が機種に限らず背に配置され（「ビルバイン」のみ一対が翅ではなく翼。四枚ともオーラ・コンバーターに設置）ていたが、それに対し『リーンの翼』版オーラ・バトラーは、サイズを拡大させた昆虫が如く翅をはばたかせて飛翔を行う。

その他の特徴
- メインパーソンである2機のオーラ・バトラーは他のオーラ・バトラーとは異なった翅を持つデザインとなっている。主役オーラ・バトラー「ナナジン」はトンボの様な一対の翅を持ち、最大の敵「オウカオー」は蝶がモチーフの二対の翅を有している。
- またホウジョウ国は、地上人である旧日本海軍軍人・迫水真二郎＝サコミズ王が君主であるせいか、和風情緒溢れる文化を有する物に設定されており、同国のオーラ・バトラーも機体名が和名を意識させるネーミングである。劇中、ハプニングにより偶然名前が決まってしまったナナジン以外は、旧日本軍の航空機の名称に因んでいる（ナナジン＝七神、オウカオー＝桜花王、ライデン＝雷電、シンデン＝震電）。
- 武器や装甲の形状も日本古来の武者を思わせるデザインが顕著な物となっている。
- 搭乗者のオーラ力に反応してオーラ・バトラーの装甲が変化するギミック（アマルガンが搭乗したギム・ゲネン、地上界に出た際のナナジン）も映像から確認できる。